# Сердес (Белуно)
Сердес (итал. Serdes) је насеље у Италији у округу Белуно, региону Венето.
Према процени из 2011. у насељу је живело 214 становника. Насеље се налази на надморској висини од 995 м.